# Lepena
Lepena (olasz nyelven: Lepegna) falu Szlovéniában, a Goriška statisztikai régióban Bovec község területén. A település a Lepenjica-patak völgyében fekszik, mely az Isonzó folyó egyik mellékfolyója. A Klement Jug Lodge népszerű azok között a túrázók között, akik a Júliai-Alpok környező hegycsúcsai közt szeretnek kirándulni.

## Fordítás
- Ez a szócikk részben vagy egészben  a   Lepena című angol Wikipédia-szócikk ezen változatának fordításán alapul.  Az eredeti cikk szerkesztőit annak laptörténete sorolja fel. Ez a jelzés csupán a megfogalmazás eredetét és a szerzői jogokat jelzi, nem szolgál a cikkben szereplő információk forrásmegjelöléseként.